# Wolf (Zeichentrickserie)
Wolf (Originaltitel: Loup) ist eine französische Zeichentrickserie. Die Erstausstrahlung im deutschsprachigen Raum erfolgte am 11. November 2020 auf KiKA.

## Handlung
Die Hauptfigur der Serie ist der Wolfsjunge Wolf. Mit seinen Freunden Wolfine, Valentin, Groß-Ludwig, Alfred und Joshua, welche ebenfalls alles Wölfe sind, sowie Tietie, einem Yeti, erlebt er verschiedene Abenteuer. Dabei will Wolf in jeder Episode etwas anderes sein oder tun, zum Beispiel Archäologe, Goldsucher oder Geheimagent, wobei dieses Vorhaben meistens unerwartete Wendungen nimmt, die die Freunde gemeinsam meistern.

## Rezeption
Der Elternratgeber für TV, Streaming & YouTube Flimmo bewertet die Serie positiv. Gelobt werden die „aberwitzigen Geschichten“, die die einzelnen Episoden bereits „für die Kleinsten verständlich und unterhaltsam machen“ und die jungen Zuschauer dazu animieren können, „Neues auszuprobieren“. Als Zielgruppe gibt Flimmo Kinder ab 3 Jahren an.
KiKA empfiehlt die Zeichentrickserie für Zuschauer ab 6 Jahren. Als Gesprächsthemen zur Serie zwischen Eltern und Kindern werden die Bewältigung von Alltagssituationen, Kreativität und Freundschaft vorgeschlagen.

## Hintergrund
Die Zeichentrickserie basiert auf der Kinderbuchreihe Le Loup der französischen Autorin Orianne Lallemand, die die Figur im Jahr 2009 erfand.